# Anton Zorich

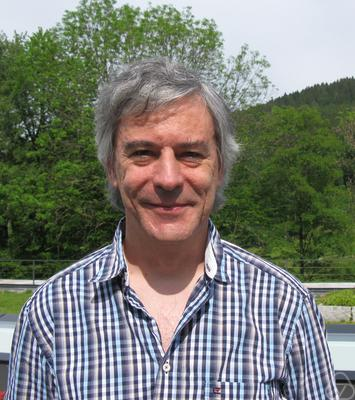
Anton Zorich, Oberwolfach 2011

Anton Zorich (russisch Антон Владимирович Зорич, Transkription Anton Wladimirowitsch Soritsch; * 3. September 1962 in Moskau) ist ein russischer Mathematiker. 

## Leben und Wirken
Zorich studierte von 1979 bis 1987 Mathematik an der Lomonossow-Universität in Moskau und wurde bei Sergei Petrowitsch Nowikow promoviert. Anschließend war er als wissenschaftlicher Mitarbeiter bis 1991 an der Akademie der Wissenschaften der UdSSR tätig.
Ab 1991 arbeitete er in verschiedenen ausländischen Forschungsinstituten und Universitäten. Von 1996 bis 2011 war er ordentlicher Professor an der Universität Rennes I. Seit 2011 ist er Professor an der Universität Paris VII. Er war unter anderem Gastwissenschaftler am IHES und am Max-Planck-Institut für Mathematik in Bonn.
Er studierte geschlossene Flächen mit flacher Metrik (was unabhängig vom Geschlecht der Fläche möglich ist, wenn man singuläre Punkte der Metrik zulässt), z. B. das Verhalten von Geodäten darauf mit Anwendungen auf bestimmte damit in Zusammenhang stehende eindimensionale dynamische Systeme (Interval Exchange Transformations). Eine Vermutung von Zorich und Kontsevich über Lyapunov-Exponenten des Teichmüllerflusses im Modulraum abelscher Differentiale auf kompakten Riemannschen Flächen wurde von Marcelo Viana und Artur Avila gelöst.
2006 war er Invited Speaker auf dem Internationalen Mathematikerkongress in Madrid (Thema: "Geodesics on flat surfaces").
Er ist nicht mit seinem Vater Vladimir A. Zorich (* 1937) zu verwechseln, Professor an der Lomonossow-Universität (Autor eines Analysis-Lehrbuchs und des Satzes von Zorich).

## Schriften
- mit Maxim Kontsevich: Connected components of the moduli space of abelian differentials with prescribed singularities, Inv. Math. 153, 2003, 631–678, Arxiv
- mit Kontsevich: Lyapunov exponents and Hodge theory, in Drouffe, Itzykson The mathematical beauty of physics, World Scientific 1997, 318–332, Arxiv
- mit Alex Eskin, Howard Masur: Moduli spaces of abelian differentials: the principal boundary, counting problems and the Siegel-Veech constants, Publications de l´IHES, 97, 2003, 61–179, Arxiv
- Deviation for interval exchange transformations, Ergodic Theory and Dynamical Systems, 17, 1997, 1477–1499
- Finite Gauss measure on the space of interval exchange transformations. Lyapunov exponents. Annales de l´Institut Fourier, 46, 1996, 325–370
- Flat Surfaces, in Pierre Cartier u. a. Frontiers in Number Theory, Geometry and Physics, Band 1, Springer Verlag 2006 (basierend auf Vorlesungen in Les Houches und am ICTP in Triest), Arxiv